# St. Michael (Remmeltshofen)

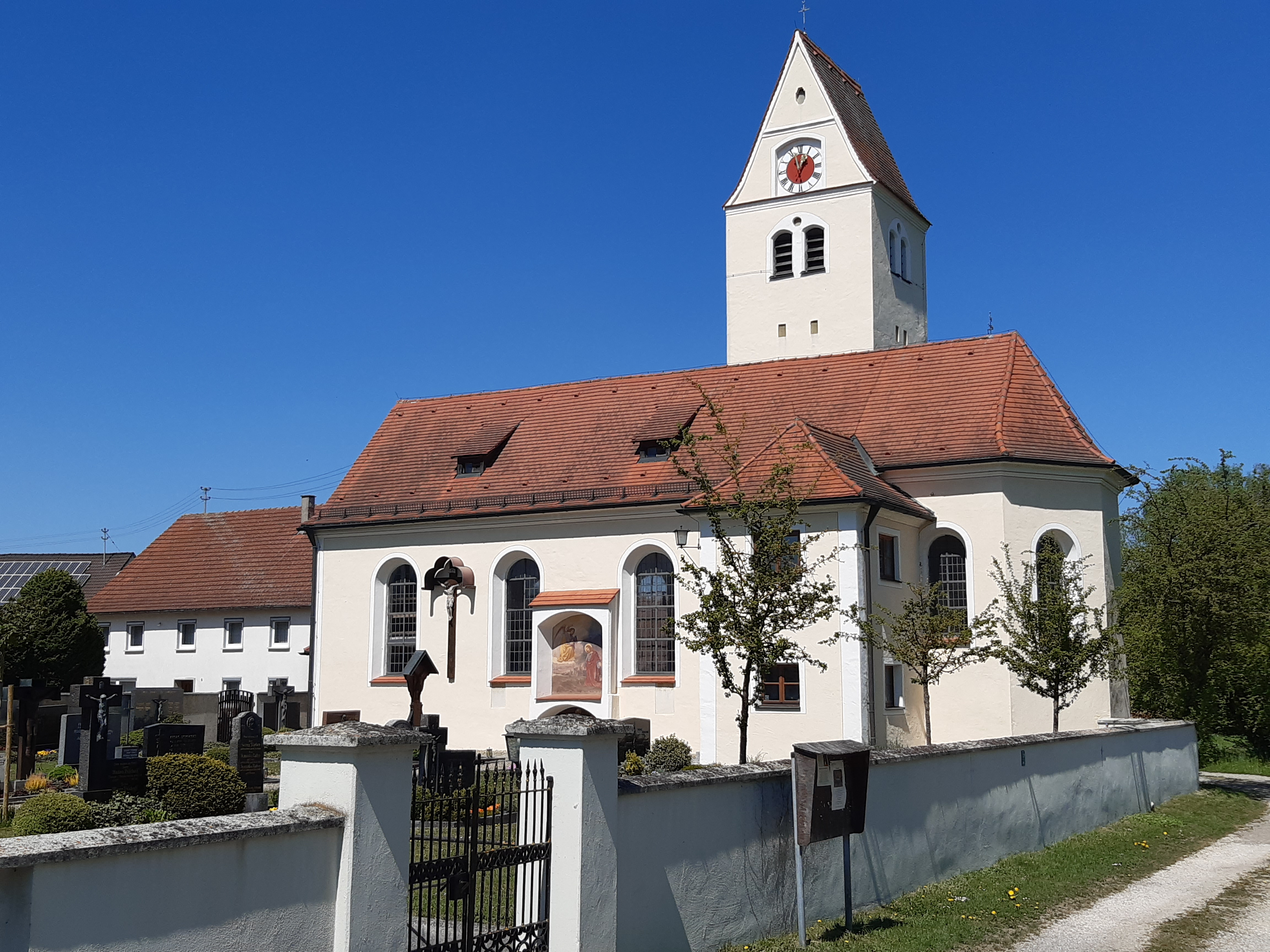
St. Michael in Remmeltshofen

St. Michael ist die römisch-katholische Pfarrkirche in Remmeltshofen, einem Gemeindeteil des Marktes Pfaffenhofen an der Roth im schwäbischen Landkreis Neu-Ulm in Bayern. Das denkmalgeschützte Bauwerk ist in der Liste der Baudenkmäler in Pfaffenhofen an der Roth unter der Nr. D-7-75-143-29 eingetragen. Die Pfarrei gehört zum Dekanat Neu-Ulm des Bistums Augsburg.

## Beschreibung
Die Osthälfte des Langhauses wurde im 14. Jahrhundert erbaut. Der eingezogene, dreiseitig geschlossene Chor im Osten und die unteren Geschosse des Kirchturms an der Nordwand des Langhauses wurden um 1470 errichtet. Der Kirchturm wurde nach 1500 mit einem Geschoss, das den Glockenstuhl mit drei Glocken beherbergt, aufgestockt und quer mit einem Satteldach bedeckt. In den Giebeln wurden die Zifferblatt der Turmuhr angebracht. Der Innenraum des Langhauses ist mit einer Flachdecke überspannt. Der Stuck und die Fresken wurden 1747 eingebracht. Der 1848 gebaute Hochaltar wird von den Statuen des Josef von Nazaret und des Evangelisten Johannes flankiert. Eine hölzerne Skulptur von Michel Erhart zeigt den Erzengel Michael mit einer Seelenwaage.